# مقاطعة تشارلز (ماريلاند)
مقاطعة تشارلز هي مقاطعة في ماريلند، بلغ عدد سكانها 146٬551  نسمة، في 2010، عاصمتها لا بلاتا، تبلغ مساحتها 1٬666 كيلومتر مربع.

## الموقع
تشترك في الحدود مع:
- مقاطعة برينس جورج
- مقاطعة برينس ويليام
- مقاطعة سانت ماري (ماريلاند)
- مقاطعة ويستمورلاند
- مقاطعة ستافورد، كانزاس
- فيرفاكس
- مقاطعة كالفرت
- مقاطعة كينغ جورج، فيرجينيا.

## أعلام
- جيمس فوربس
- بي. ستانلي سيمونز
- صموئيل مود
- بنجامين ستودرت
- فريدريك ستون
- جون غرانت شابمان
- مايكل جيه. ستون
- جون كامبل